# Jan Loorbach
Jan Dirk Loorbach (Emmen, 17 giugno 1947) è un ex cestista olandese.

## Carriera
Con i Paesi Bassi ha disputato i Campionati europei del 1977.

## Palmarès
- Campionato olandese: 1

Rotterdam-Zuid: 1973-74
- Coppa d'Olanda: 1

Rotterdam-Zuid: 1975